# Markus Völkel

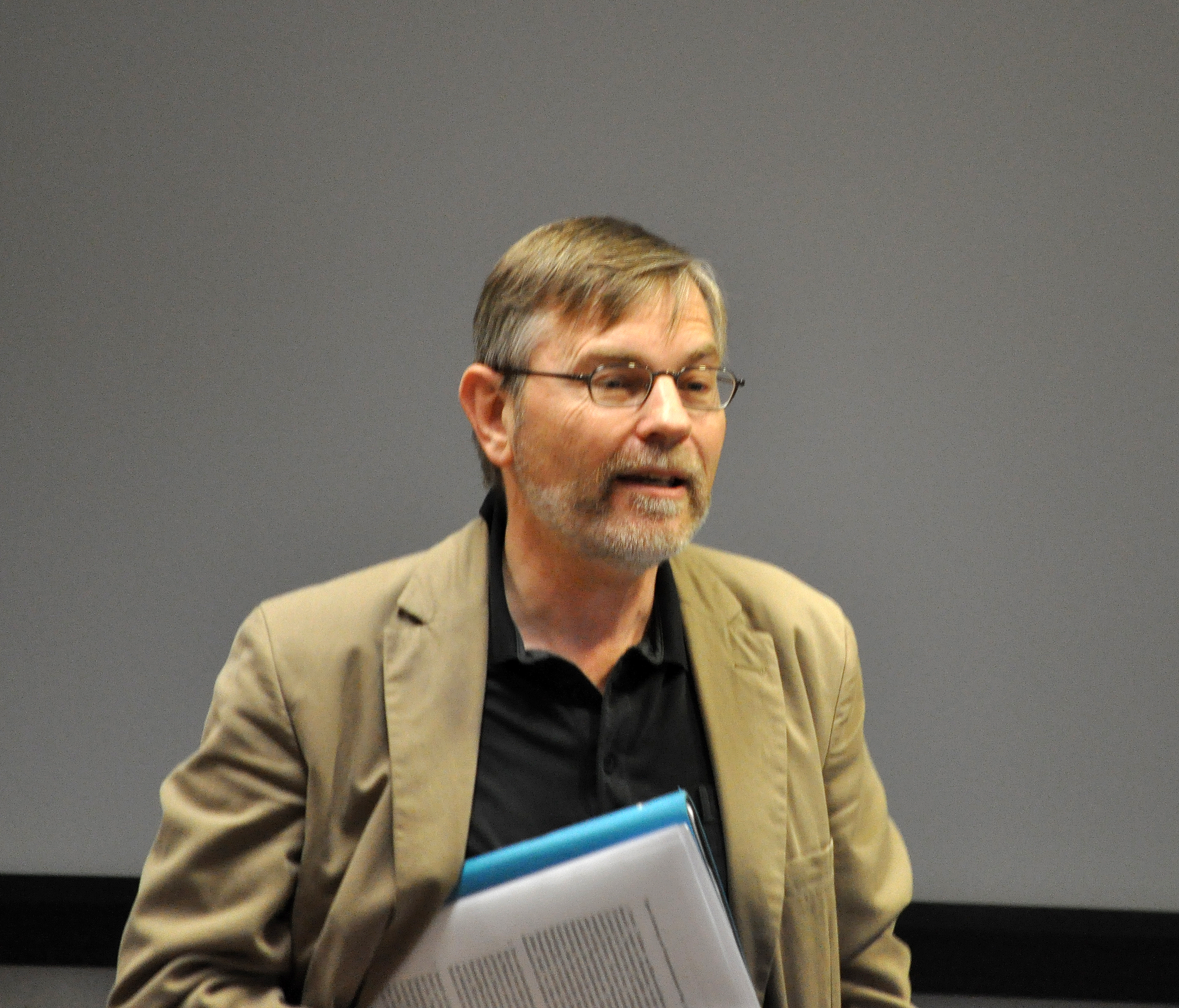
Markus Völkel (2012)

Markus Völkel (* 18. Juni 1953 in Bayreuth) ist ein deutscher Historiker. Er lehrte bis 2016 als Professor an der Universität Rostock.
Nach dem Studium der Geschichte, Philosophie und Anglistik ab 1973 an den Universitäten Tübingen und München wurde er 1983 bei Hans Schmidt und Arno Seifert über die „Historische Skepsis“ (Pyrrhonismus) in Deutschland promoviert. Dann arbeitete er 1984/85 am Stadtarchiv Augsburg (Ausstellung „Elias Holl“). 1985 bis 1990 war er wissenschaftlicher Assistent und DFG-Habilitationsstipendiat am Deutschen Historischen Institut Rom. 1991 erfolgte die Habilitation über „Römische Kardinalsfamilien des 17. Jahrhunderts“ an der Universität Augsburg bei Wolfgang Reinhard. Nach Lehrstuhlvertretungen an der Universität München wurde er 1994 auf eine Professur für „Europäische Geistesgeschichte und historische Methodologie“ an der Universität Rostock berufen und wurde 2016 emeritiert. Er ist Gründungsmitglied im DFG-Netzwerk Historiographiegeschichte der Frühen Neuzeit (Cliographie.net).

## Schriften (Auswahl)
- „Pyrrhonismus historicus“ und „fides historica“. Die Entwicklung der deutschen historischen Methodologie unter dem Gesichtspunkt der historischen Skepsis (= Europäische Hochschulschriften. Reihe III, Bd. 313), Diss., Frankfurt a. M. 1987-
- Römische Kardinalshaushalte des 17. Jahrhunderts. Borghese – Barberini – Chigi (= Bibliothek des Deutschen Historischen Instituts in Rom, Bd. 74), Tübingen 1993.
- Die Wahrheit zeigt viele Gesichter. Der Historiker, Sammler und Satiriker Paolo Giovio (1486–1552) und sein Porträt Roms in der Hochrenaissance (= Vorträge der Aeneas-Silvius-Stiftung an der Universität Basel), Schwabe, Basel 1999.
- Geschichtsschreibung. Eine Einführung in globaler Perspektive, Böhlau Verlag, Köln / Weimar / Wien 2006, ISBN 978-3-82522692-3.
- mit Hanno-Walter Kruft (Hrsg.): Ferdinand Gregorovius. Römische Tagebücher 1852–1889, München 1991.
- mit Ralph Häfner (Hrsg.): Der Kommentar in der Frühen Neuzeit (= Frühe Neuzeit, Bd. 115), Tübingen 2006.
- mit Arno Strohmeyer (Hrsg.): Historiographie an europäischen Höfen (16.–18. Jahrhundert). Studien zum Hof als Produktionsort von Geschichtsschreibung und historischer Repräsentation (= Zeitschrift für Historische Forschung, Beiheft 43), Duncker & Humblot, Berlin 2009, ISBN 978-3-428-13095-5.